# Pinguicula takakii
Pinguicula takakii este o specie de plante carnivore din genul Pinguicula, familia Lentibulariaceae, ordinul Lamiales, descrisă de S.Z. Ruiz și Amp; J. Rzedowski. Conform Catalogue of Life specia Pinguicula takakii nu are subspecii cunoscute.